# 呷哺呷哺
呷哺呷哺（しゃぶしゃぶ）は、中華人民共和国北京市に本社を置く鍋料理のチェーン店である。主に火鍋料理を提供している。呷哺呷哺餐饮管理有限公司（Xiabu Xiabu Catering Management Co., Ltd.，略称：呷哺呷哺）が運営する。呷哺呷哺餐饮管理有限公司は1998年に設立され、本社は大興区黄村鎮の孫村工業開発区に位置する。「呷哺呷哺」は、日本語の「しゃぶしゃぶ」の音訳からきており、一般的な中華鍋料理よりもシンプルな食べ方をする。
2009年以来、店舗数は100店舗以上になった。2014年12月17日、呷哺呷哺餐飲管理（中國）控股有限公司（英語：Xiabuxiabu Catering Management (China) Holdings Co., Ltd.，港交所：0520）は、世界的に株式公開した。2017年、呷哺呷哺は呷哺呷烫（しゃぶしゃぶと火鍋を組み合わせた料理）である火鍋冒菜のデリバリーサービスを開始した。2021年8月、呷哺呷哺は店舗立地の重大な誤りのため、赤字の店舗200店舗を閉鎖することを発表した。2022年にはさらに84店舗が閉鎖した。